# Gare de l'aéroport Charles-de-Gaulle 2 TGV
Pour les articles homonymes, voir Charles de Gaulle (homonymie).
Ne doit pas être confondu avec Aéroport Charles-de-Gaulle 2 TGV (métro de Paris), Gare de l'aéroport Charles-de-Gaulle 1 ou Gare de Charles-de-Gaulle - Étoile.
La gare de l'aéroport Charles-de-Gaulle 2 TGV est une gare ferroviaire française de la ligne d'Aulnay-sous-Bois à Roissy 2-RER ainsi que de la LGV Interconnexion Est, située dans l'aérogare 2 de l'aéroport Roissy-Charles-de-Gaulle, à la limite des communes de Tremblay-en-France (Seine-Saint-Denis) et du Mesnil-Amelot (Seine-et-Marne).
C'est une gare de la Société nationale des chemins de fer français (SNCF), desservie par les trains de la ligne B du RER, ainsi que par le TGV et l'Eurostar.

## Situation ferroviaire
Établie à 96 mètres d'altitude et implantée entre les terminaux 2 C / D et E / F de l'aéroport, la gare de l'aéroport Charles-de-Gaulle 2 TGV est le terminus de la ligne d'Aulnay-sous-Bois à Roissy 2-RER (ou ligne de Roissy), au point kilométrique (PK) 28,714, après la gare de l'aéroport Charles-de-Gaulle 1. Elle se trouve également au PK 7,487 du raccordement d'interconnexion nord-sud (LGV).

## Histoire
En 1987, le gouvernement décide de construire une gare TGV dans l'aéroport. En 1989, ADP et Air France signent un accord visant à construire une gare TGV/RER au sein du terminal 2. La gare est inaugurée le 2 novembre 1994, quelques jours avant sa mise en service le 13 novembre suivant.
La gare est desservie par le CDGVAL depuis le 4 avril 2007.
Sur les 2,5 millions de passagers annuels escomptés, seulement 500 000 voyageurs fréquentent la gare TGV en 1994/1995. L'objectif est atteint après 2004, où 2,4 millions de passagers ont utilisé la gare TGV, dont les deux tiers en correspondance TGV/avion. Son trafic annuel est de 2,8 millions de voyageurs en 2006, 3 millions de voyageurs en 2007 et 3,4 millions de passagers en 2008 et se répartissait à raison de :
- 70 % en correspondance TGV-avion, soit un tiers des passagers en correspondance avion-avion à Roissy ;
- 10 % en correspondance TGV-TGV ;
- 20 % en desserte régionale.

Elle a accueilli environ 6 millions de voyageurs en 2008, soit 20 % des passagers aériens hors correspondance.
La fréquentation de la gare par la population environnante reste faible ; elle n'est utilisée que par 3 % des trajets vers ou depuis le Val-d’Oise (95 % transitant par les gares parisiennes) de par la médiocre accessibilité du site de la gare depuis les communes voisines. La fréquentation atteint 4 millions en 2011.
Pour le vingtième anniversaire de la gare et pour un investissement de 5 millions d'euros, son aménagement et ses circulations sont revues autour de trois espaces : une vaste salle d'attente (avec notamment un espace destiné aux jeux et au repos des enfants) au centre, une boutique SNCF à droite et côté RER des distributeurs de billets. Autour d'une signalétique agrandie et simplifiée, le confort a été actualisé avec des fauteuils moelleux pour se reposer, des bancs en bois, chauffés l’hiver, des liseuses et des prises électriques.

## Fréquentation
De 2015 à 2023, selon les estimations de la SNCF, la fréquentation annuelle de la gare TGV s'élève aux nombres indiqués dans le tableau ci-dessous.
| Année                      | 2015       | 2016       | 2017       | 2018       | 2019       | 2020      | 2021      | 2022       | 2023       |
| -------------------------- | ---------- | ---------- | ---------- | ---------- | ---------- | --------- | --------- | ---------- | ---------- |
| Voyageurs                  | 12 976 556 | 13 534 634 | 14 649 835 | 14 907 773 | 15 227 840 | 5 001 999 | 6 281 244 | 12 949 183 | 15 394 518 |
| Voyageurs et non voyageurs | 13 021 148 | 13 581 113 | 14 704 083 | 14 961 932 | 15 283 854 | 5 035 012 | 6 312 246 | 12 999 716 | 15 449 822 |

## Service des voyageurs

### Accueil
La gare comprend cinq niveaux :
- gare routière et station de taxis ;
- aérogare, entrée de l’hôtel Sheraton ;
- mezzanine et entrée du centre d’affaires Sheraton ;
- hall SNCF, salles d’attente ;
- quais du RER et des TGV.

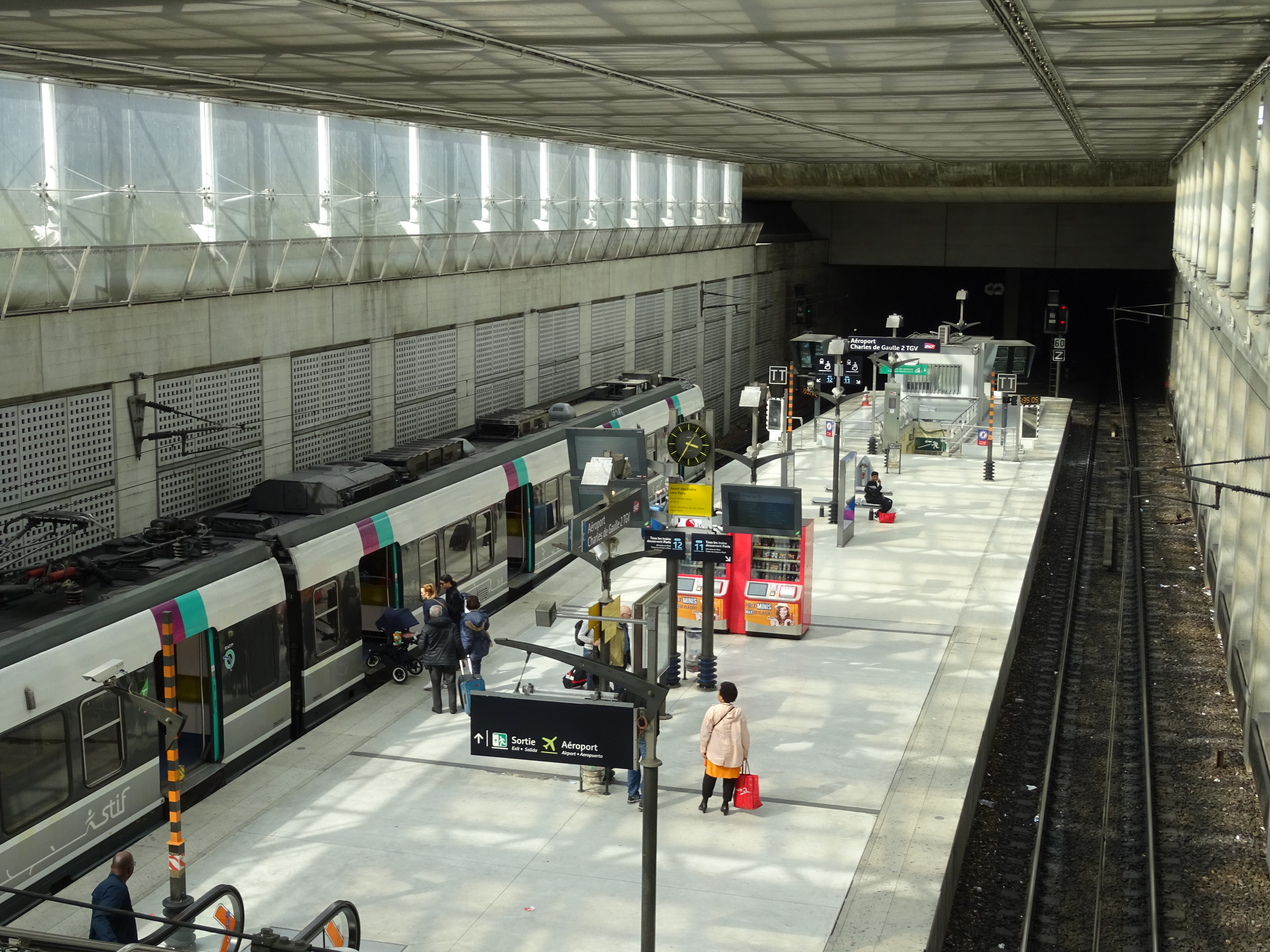
Une rame du RER B, en gare.

Inspirée des verrières des gares du XIXe siècle, la surface vitrée de la gare atteint 27 500 m2. Situées sous cette même verrière, les deux gares RER et TGV sont néanmoins distinctes (la limite entre les deux gares est une grille au niveau des quais). La gare TGV, nommée Aéroport Charles de Gaulle TGV, possède 6 voies dont les deux voies centrales sont parcourables à 200 km/h et sont dépourvues de quai, servant au passage des trains sans arrêt. Les quatre voies latérales, situées deux à deux de part et d'autre des deux voies centrales précitées, sont desservies par deux quais centraux où l'accès est libre. La gare du RER B se nomme Aéroport Charles de Gaulle 2 TGV comporte deux voies encadrant un quai central. Elle est située juste à l'est des halls 2C et 2D. L'accès aux quais est réservé aux voyageurs munis d'un titre de transport, grâce aux lignes de contrôles automatiques situées au niveau supérieur.

### Desserte
La gare TGV est desservie par des TGV (via la LGV Interconnexion Est) vers Lille, Bruxelles, Lyon, Marseille, Montpellier, Nantes, Rennes, Strasbourg, Tourcoing (cette dernière uniquement par Ouigo), etc. ; ainsi, soixante villes sont accessibles chaque jour par TGV, dont trente à moins de trois heures. À cela s'ajoute le service Eurostar, permettant d'atteindre, outre Bruxelles, Anvers, Rotterdam, Schiphol et Amsterdam.
La gare RER est desservie par les trains du RER B, dont elle est le terminus de la branche B3.

### Intermodalité

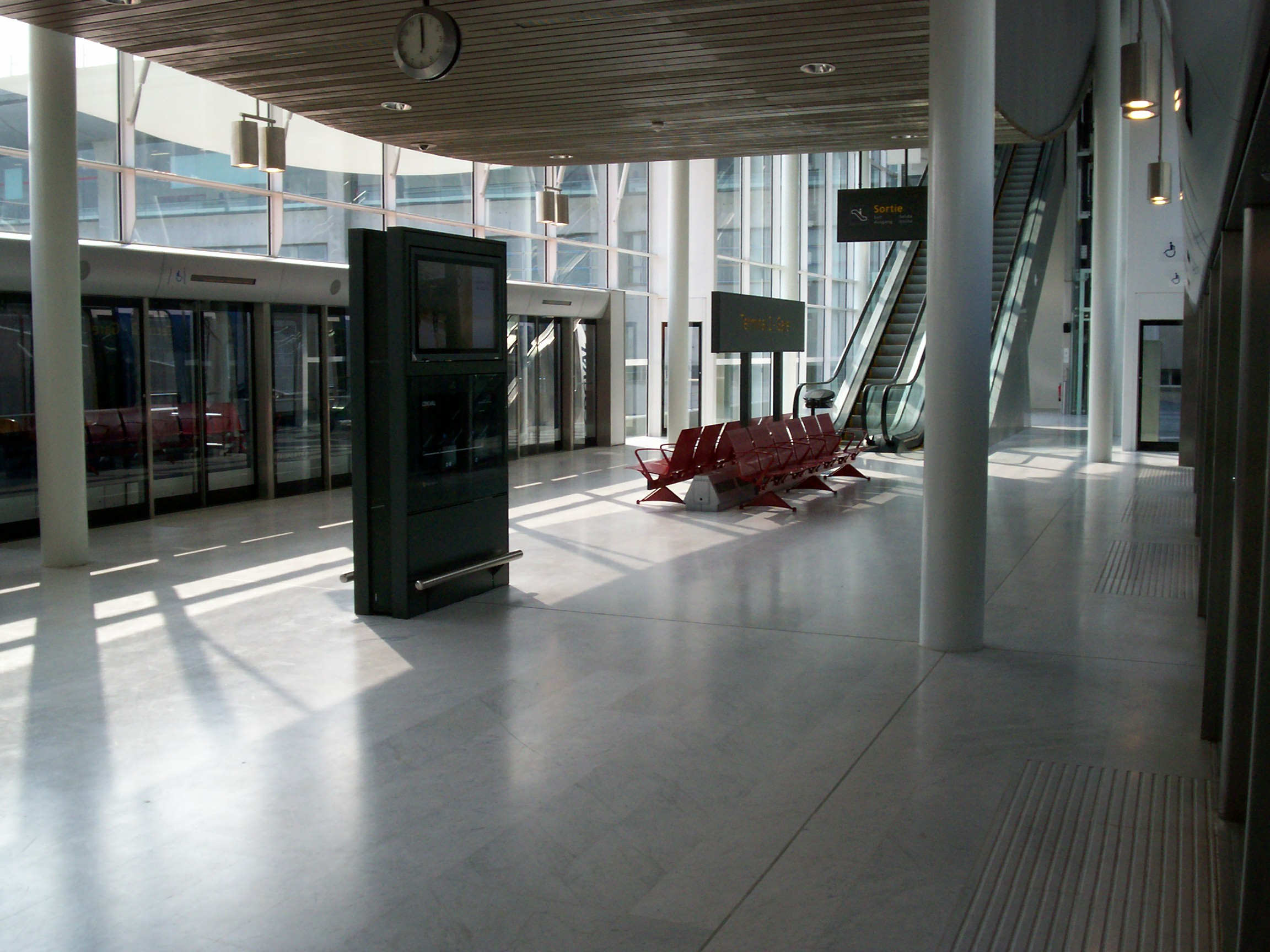
La station CDGVAL.

La gare est desservie par la station du CDGVAL nommée Terminal 2 - Gare, qui appartient à Paris Aéroport. C'est le terminus oriental de la ligne CDGVAL. Elle est située entre la gare RER/TGV et le hall 2F, son accès se fait au niveau de la liaison piétonne entre la gare et le hall 2F. Étant accolée à la gare RER/TGV, la station évoque l'architecture de sa voisine (charpente en zinc, entre autres).
La gare est également desservie par :
- les lignes 350, 351 et Roissybus du réseau de bus RATP ;
- la navette Magical Shuttle vers le Parc Disneyland (Paris) ;
- les lignes N140 et N143 du service de bus de nuit Noctilien.

## Projets

### Grand Paris Express
Une station de la ligne 17 du Grand Paris Express est prévue à proximité et constituera le terminus de cette nouvelle ligne à l'horizon 2027, jusqu'à la mise en service de l'extension vers Le Mesnil-Amelot envisagée pour 2030. Elle sera implantée à l'ouest de la gare actuelle, et ses quais seront à une profondeur de 40 mètres.
Son architecture est confiée à Benthem Crouwel Architects. La maîtrise d'œuvre est assurée par Sweco Belgium, Ingérop et AIA Ingénierie.
Elle pourrait ultérieurement (2040) devenir le terminus nord-est de la ligne 19 du métro de Paris.

### CDG Express
La navette CDG Express, dont l'ouverture est prévue pour 2027, aura son terminus dans la gare et permettra aux voyageurs de rejoindre la gare de l'Est en 20 minutes. La ligne nouvelle se raccordera à la station par le sud, à l'emplacement du tiroir du retournement du RER. Le quai central actuellement réservé au RER B sera allongé afin de pouvoir accueillir les trains des deux lignes de manière simultanée.

### Ligne Roissy – Picardie
La liaison Roissy – Picardie, en construction, est un barreau entre Vémars et Survilliers - Fosses, afin de permettre des services directs (TER et TGV) entre la Picardie et l'aéroport de Roissy-Charles-de-Gaulle.
Dans ce cadre, la gare va être équipée d'un quai supplémentaire (qui remplacera l'une des voies centrales, peu utilisées en service commercial) afin d'accueillir les trains du réseau TER Hauts-de-France.

## Galerie de photographies

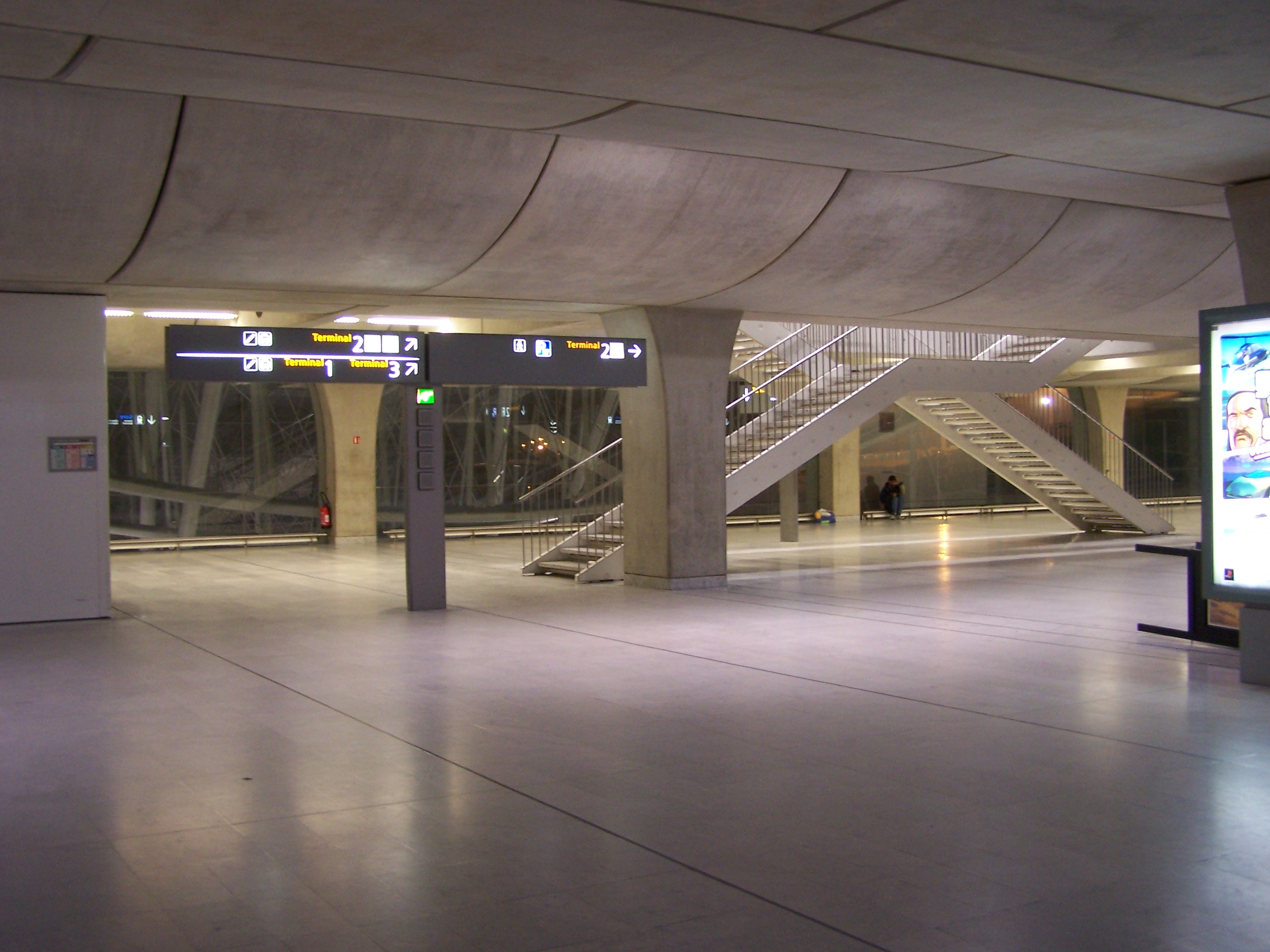
Niveau supérieur de la gare, au-dessus des quais.
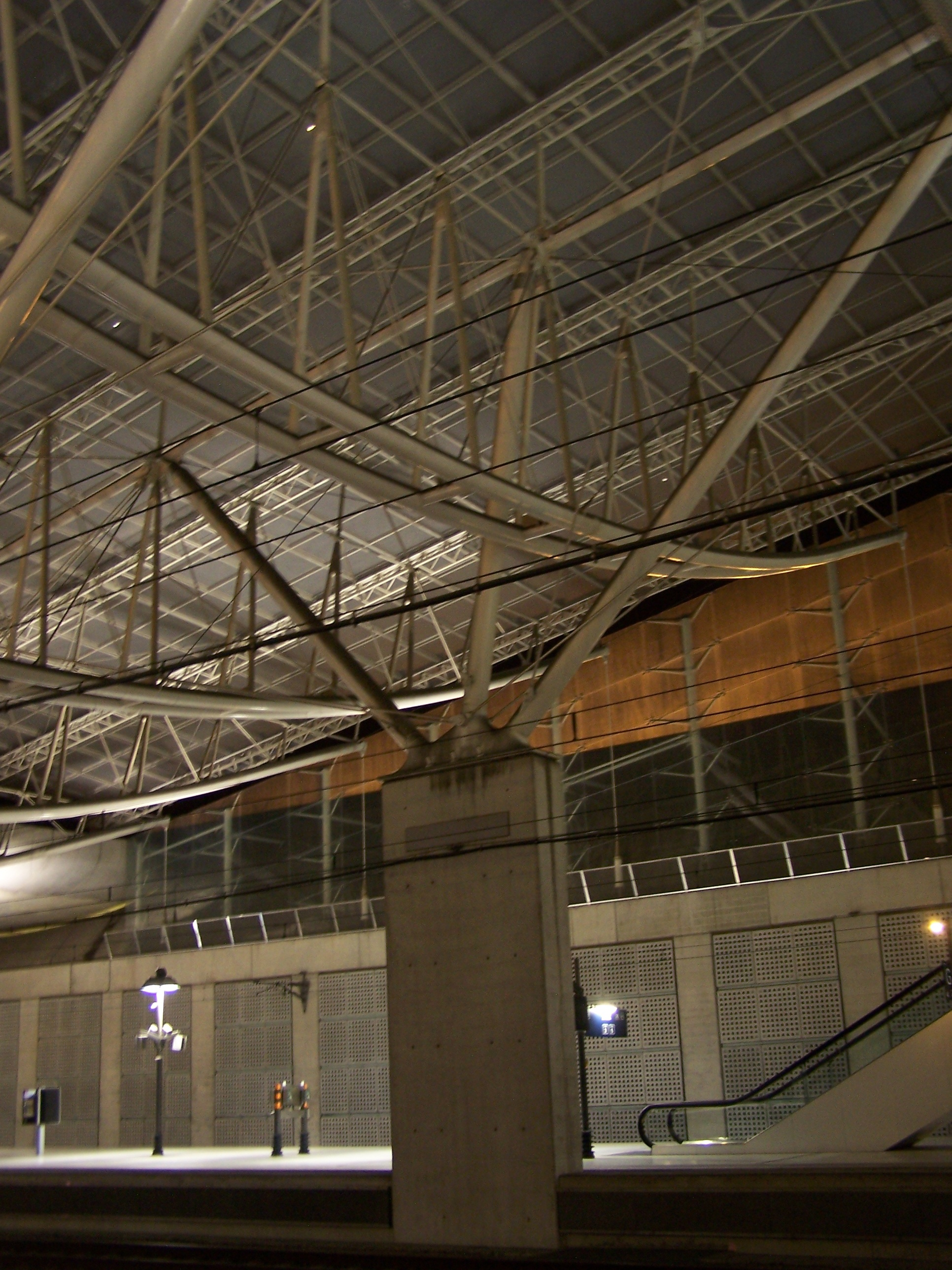
Structure de la gare RER / TGV CDG2.
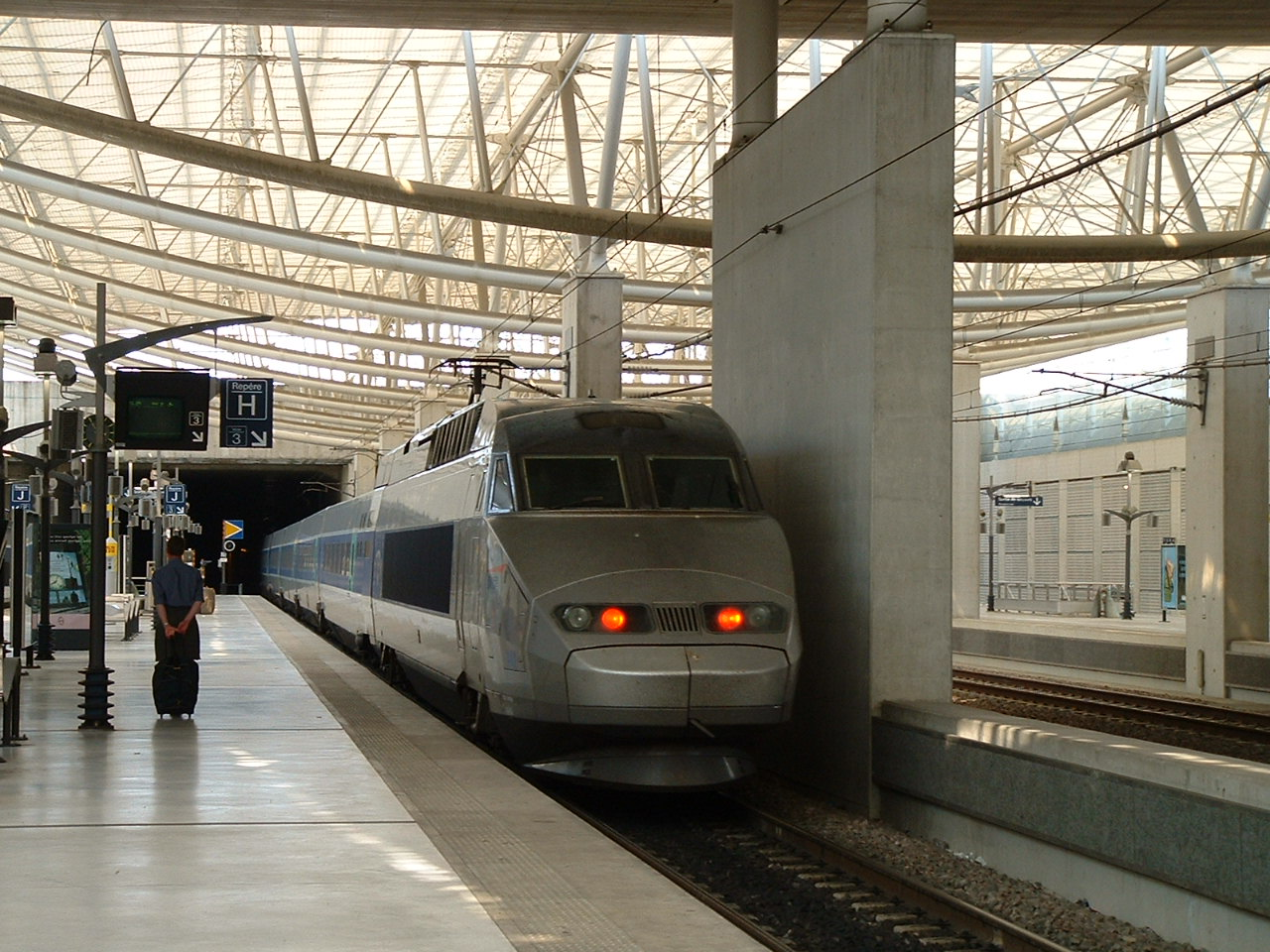
Structure de la gare, au niveau des quais.
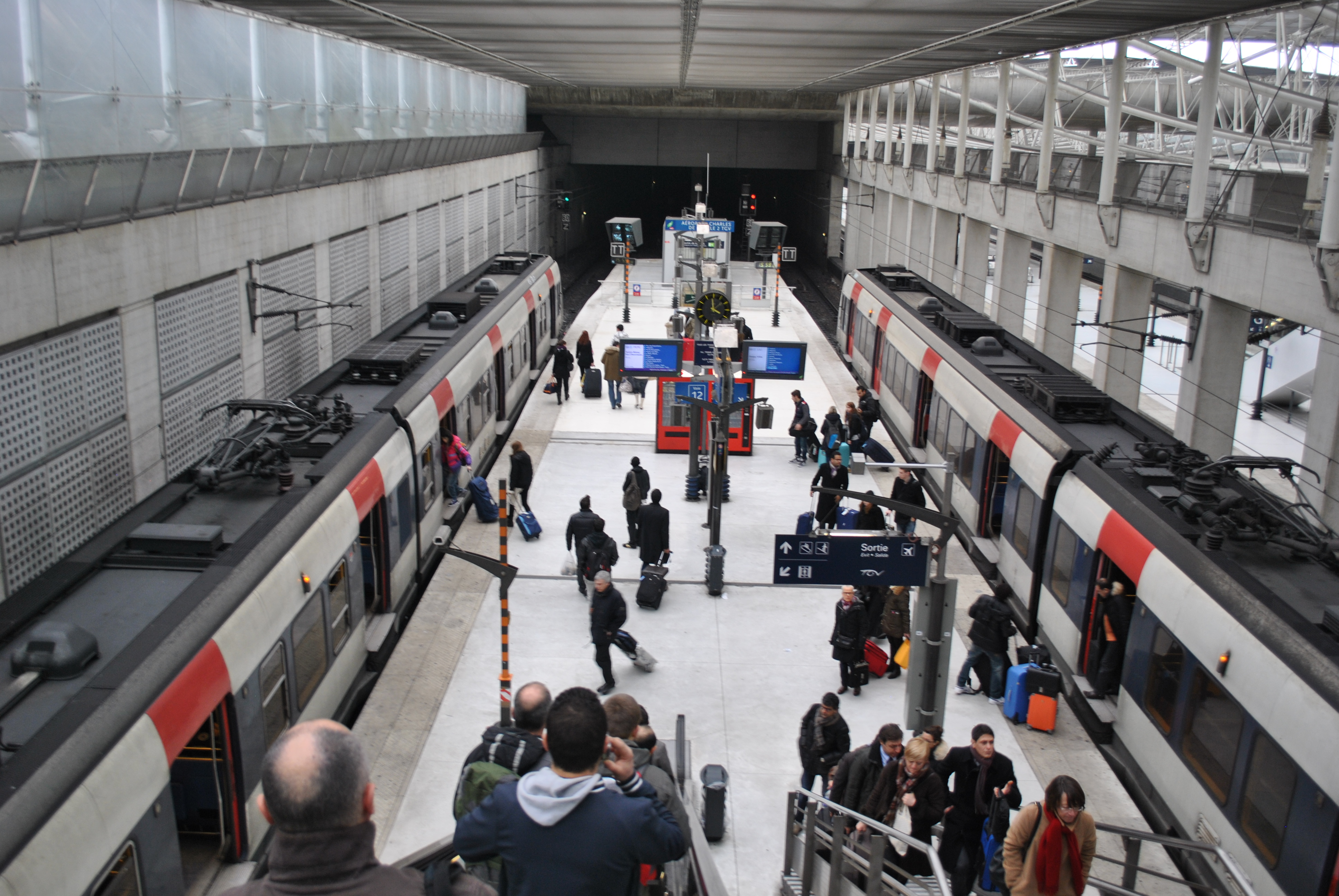
Gare RER.
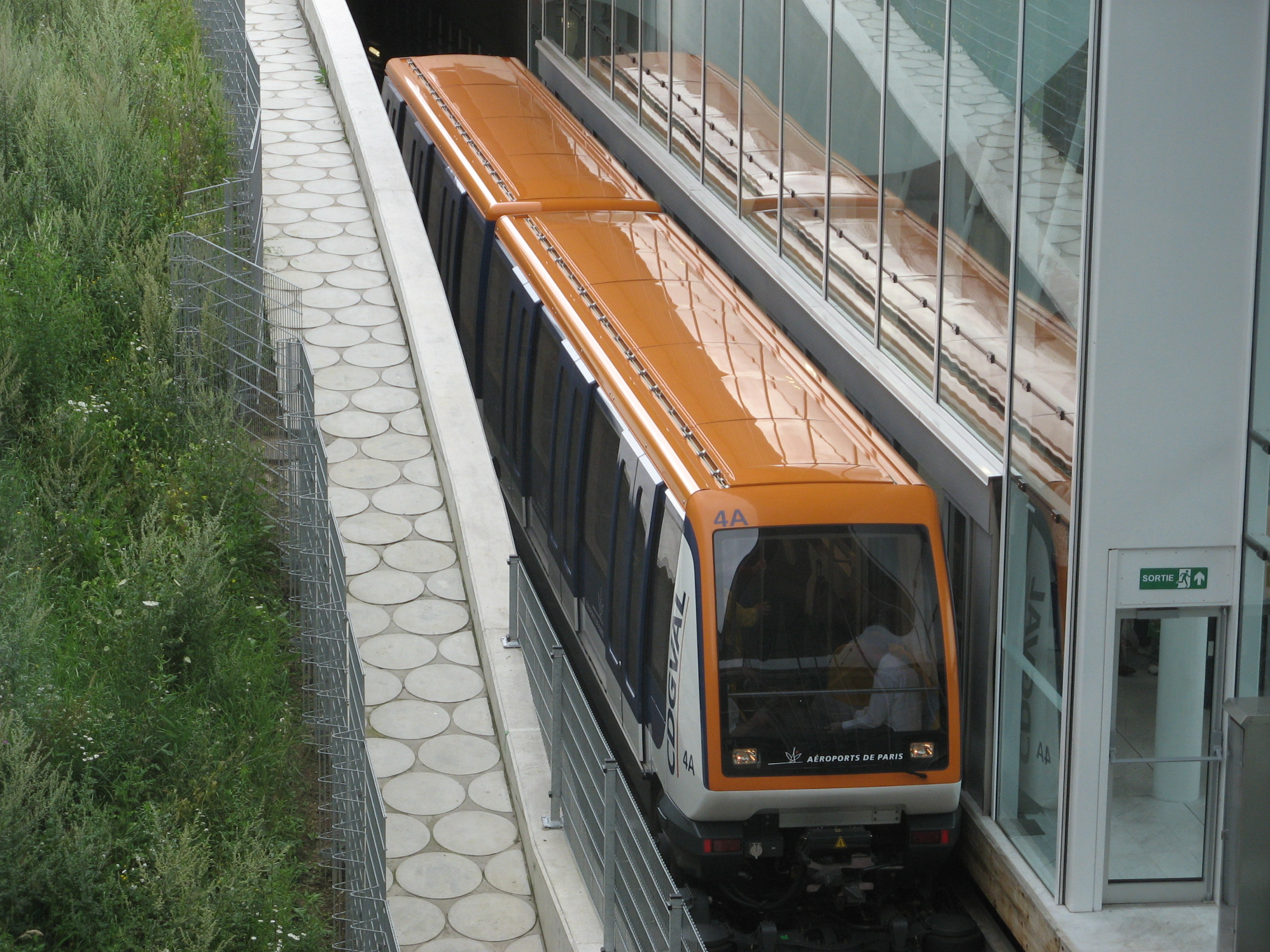
CDGVAL, au T2 de l'aéroport Charles-de-Gaulle.